# Heshan
Heshan (chinesisch 鶴山市 / 鹤山市, Pinyin Hèshān Shì, Jyutping Hok6saan1 Si5 – „Kranichberg“) ist eine kreisfreie Stadt in der südchinesischen Provinz Guangdong.

## Geographie
Sie liegt etwas westlich des Ästuars des Perlflusses in wenigen Kilometern Entfernung zum Westfluss, der die Stadt im Nordosten streift. Die Oberflächengestalt der Stadt Heshan ist eben im nordöstlichen Teil, das Zentrum, Süden und Westen sind hügelig.
Das Klima ist subtropisch bis tropisch; die durchschnittliche Januartemperatur liegt bei 13 °C, die durchschnittliche Julitemperatur bei etwa 28 °C. Die jährliche Niederschlagsmenge liegt bei etwa 1800 mm.

## Wirtschaft
Das BIP der Stadt beläuft sich auf jährlich etwa 21.300 RMB (Stand: 2002), was deutlich über dem Provinzdurchschnitt von 15.600 RMB liegt.
Heshan verfügt über Ressourcen an Blei, Zink, Kupfer, Phosphor und Mergel. Das Territorium von Heshan ist relativ waldreich, neben Holz werden aus den Wäldern zahlreiche Pflanzen gewonnen, die für die traditionelle chinesische Medizin bedeutsam sind.
Innerhalb Guangdongs ist die Stadt Heshan ein wichtiger Nahrungsmittelproduzent. Neben Reis werden Erdnüsse, Tee, Tabak, Zuckerrohr, Jute, Früchte und Gemüse angebaut.
Für die Industrie der Stadt sind die Nahrungsmittel-, Maschinen-, Textil- und Baustoffherstellung von großer Bedeutung. Wichtige Produkte sind Zement und andere Baustoffe, Textilien (u. a. ist Heshan unter den bedeutendsten Produzenten von Wolldecken innerhalb Asiens), Papier, Druckerzeugnisse, Elektrogeräte und Erzeugnisse der chemischen Industrie.

## Verwaltung
Die kreisfreie Stadt Heshan gehört zur bezirksfreien Stadt Jiangmen. Benachbart sind Gaoming im Norden, Xinxing im Westen, Kaiping im Südwesten, Xinhui und Jiangmen im Südosten, sowie Nanhai Osten.
Die Stadt setzt sich aus elf Großgemeinden zusammen:
- Großgemeinde Shaping (沙坪镇);
- Großgemeinde Yayao (雅瑶镇);
- Großgemeinde Gonghe (共和镇);
- Großgemeinde Taoyuan (桃源镇);
- Großgemeinde Zhishan (址山镇);
- Großgemeinde Yunxiang (云乡镇);
- Großgemeinde Hecheng (鹤城镇);
- Großgemeinde Zhaiwu (宅梧镇);
- Großgemeinde Shuanghe (双合镇);
- Großgemeinde Longkou (龙口镇);
- Großgemeinde Gulao (古劳镇).

## Verkehr
Heshan liegt einerseits an der Guangzhou-Foshan-Kaiping-Autobahn und ist Ausgangspunkt einer Zweigautobahn in Richtung Jiangmen. Parallel dazu verläuft die wichtige Nationalstraße 325. Heshan hat keine Eisenbahnverbindung und der Hafen am Westfluss hat eine eher untergeordnete Bedeutung.